# Danton Boller
Danton Boller (* 1972 in Gary, Indiana) ist ein US-amerikanischer Jazzmusiker (Kontrabass), der sich auch als Musikproduzent betätigt.

## Leben und Wirken
Boller wuchs im Nordwesten Indianas auf, bevor er im Alter von zwölf Jahren mit seiner Familie nach Huntington Beach zog. Zunächst spielte er E-Bass; ab 1990 hatte er Kontrabass-Unterricht bei Eugene Wright und studierte an der California State University, Long Beach. Er spielte Anfang der 1990er-Jahre in verschiedenen Formationen in Kalifornien; erste Aufnahmen entstanden mit Lori Lacy und Evan Christopher. Ende des Jahrzehnts arbeitete er mit Anthony Wilson, ab den 2000er-Jahren in New York u. a. mit Seamus Blake, Oleg Butman, Tomas Fujiwara, Ari Hoenig, Jon-Erik Kellso, Matt Munisteri, Mark Murphy, Adam Rafferty und Bennie Wallace.
Im Bereich des Jazz war Boller zwischen 1992 und 2015 an 30 Aufnahmesessions beteiligt, u. a. mit Roy Hargrove, Robert Glasper, dem Village Vanguard Orchestra, Ron Stout, Oleg Butman & Natalia Smirnova, Nancy Harms und mit der Sängerin Kat Edmonson, für die er auch als Songwriter, Arrangeur und Produzent tätig war (Way Down Low, 2012). In den 2010er-Jahren spielte er mit Greg Glassman, Ari Hoenig und Ari Ambroae; gegenwärtig (2019) leitet er das Danton Boller Quintet, dem John Ellis, Jeremy Wilms (Gitarre), Ari Hoenig (Drums) und Yusuke Yamamoto (Drums) angehörten.
Neben seiner Tätigkeit als Musiker nimmt Boller Musik in seinem Studio in New York auf und produziert sie. 2017 produzierte er das Debütalbum „FELA aKUsTIc“ auf dem Label OKAY Africa, mit dem Musicalstar Sahr Ngaujah. Zusammen mit Al Schmidt und Kat Edmonson war er Co-Produzent von Edmonsons Album Way Down Low (Sony).